# Yoshio Kosugi
Yoshio Kosugi (小杉義男 Kosugi Yoshio?, n. 15 septembrie 1903, Nikkō, Prefectura Tochigi, Japonia – d. 12 martie 1968) a fost un actor japonez de film, cunoscut pentru colaborarea cu cineastul Akira Kurosawa.
Este cel mai cunoscut pentru rolul pragmaticului fermier Mosuke din filmul Cei șapte samurai (1954).

## Biografie
A fost inițial actor al teatrului shingeki, fiind remarcat în rolul valetului Iașa din Livada de vișini. A debutat în film în anii 1920 și a jucat în mai multe filme regizate de Akira Kurosawa.
Yoshio Kosugi a apărut în aproape 130 de filme între 1935 și 1967.

## Filmografie selectivă
- 1936: Tochuken Kumoemon (桃中軒雲右衛門 Kumoemon Tōchūken?), regizat de Mikio Naruse - Tōun
- 1936: Ino et Mon (兄いもうと Ani imōto?), regizat de Sotoji Kimura - Akaza, tatăl
- 1941: Cheval (馬 Uma?), regizat de Kajirō Yamamoto - Zenzo Sakuma[6]
- 1943: Ina no Kantarō (伊那の勘太郎?), regizat de Eisuke Takizawa - Hanbei Kuroiwa
- 1943: La Légende du grand judo (姿三四郎 Sugata sanshiro?), regizat de Akira Kurosawa - maestrul Saburo Kodama, instructorul de jujitsu și tatăl lui Osumi[7]
- 1945: Les Hommes qui marchèrent sur la queue du tigre (虎の尾を踏む男達 Tora no o wo fumu otokotachi?), regizat de Akira Kurosawa - Shunkawa[8]
- 1947: La Montagne d'argent (銀嶺の果て Ginrei no hate?), regizat de Senkichi Taniguchi - Takasugi[9]
- 1951: Le Fard de Ginza (銀座化粧 Ginza keshō?), regizat de Mikio Naruse - Eijirō Kasai
- 1954: Cei șapte samurai (七人の侍 Shichinin no samurai?), regizat de Akira Kurosawa - fermierul Mosuke[10]
- 1955: Beast Man Snow Man (獣人雪男 Jū jin yuki otoko?), regizat de Ishirō Honda
- 1956: L'Étrange amour de la dame blanche (白夫人の妖恋 Byaku fujin no yoren?), regizat de Shirō Toyoda
- 1956: Hadachi no seishun (裸足の青春?), regizat de Senkichi Taniguchi - Daizō Okano
- 1957: Prisonnière des Martiens (地球防衛軍 Chikyu boeigun?), regizat de Ishirō Honda
- 1957: Ujō (雨情?), regizat de Seiji Hisamatsu - Tomegoro Otsu
- 1958: Omul cu ricșa (無法松の一生 Muhomatsu no issho?), regizat de Hiroshi Inagaki - tatăl lui Matsugoro[11]
- 1958: La Forteresse cachée (隠し砦の三悪人 Kakushi toride no san-akunin?), regizat de Akira Kurosawa[12]
- 1960: The First Gas Human (ガス人間第一号 Gasu ningen dai ichigo?), regizat de Ishirō Honda
- 1961: Mothra (モスラ Mosura?), regizat de Ishirō Honda
- 1961: Récits du château d'Osaka (大阪城物語 Ōsaka-jō monogatari?), regizat de Hiroshi Inagaki - Gidayu Fujimoto[13]
- 1962: King Kong contre Godzilla (キングコング対ゴジラ Kingukongu tai Gojira?), regizat de Ishirō Honda
- 1964: Mothra contre Godzilla (モスラ対ゴジラ Mosura tai Gojira?), regizat de Ishirō Honda
- 1965: Frankenstein vs. Baragon (フランケンシュタイン対地底怪獣 Furankenshutain tai chitei kaijū?), regizat de Ishirō Honda
- 1966: Goemon se déchaîne (暴れ豪右衛門 Abare Gōemon?), regizat de Hiroshi Inagaki - Gonji
- 1967: Japan's Longest Day, regizat de Kihachi Okamoto - ministrul bunăstării publice Okada[14]

## Legături externe
- Yoshio Kosugi la Internet Movie Database
- Yoshio Kosugi pe Japanese Movie Database